# Olanu, Vâlcea
Olanu este satul de reședință al comunei cu același nume din județul Vâlcea, Muntenia, România. Asezata pe malul stang al raului Olt , comuna Olanu reprezinta  o atractie pentru multi pescari din judet dar si din tara datorita speciilor de pesti care se gasesc aici dar si a lacurilor si zavoaielor.
Accesul la comună se face pe drumul județean DJ 678. Gara se află la 2 km distanță de comună.
Se află la 20 km distanță de Băbeni, la 30 km de Drăgășani și la 40 km de Rm. Vâlcea.
Numele localitatilor aflate in administratie: Olanu, Casa Veche, Cioboți, Dragioiu, Stoicănești, Nicolești
Activitati economice principale: comertul.
Activitati specifice zonei: pescuitul, agricultura, horticultura si cresterea vitelor;
Suprafata: 3379 ha
Intravilan: 403 ha
Extravilan: 2976 ha
Populatie: 3405
Gospodarii: 1152
Nr. locuinte: 1152
Nr. gradinite: 5
Nr. scoli: 6
Ultimele studii au aratat ca in comuna Olanu se afla cel mai fertil pamant din Europa iar datorita asezarii geografice in aceasta comuna nu au avut loc inundatii si alunecari de teren dar si alte calamitati.
 Acest articol despre o localitate din județul Vâlcea este deocamdată un ciot. Puteți ajuta Wikipedia prin completarea lui.